# Екстазът на блажената Людовика Албертони
„Екстазът на блажената Людовика Албертони“ (на италиански: Estasi della beata Ludovica Albertoni) е скулптура в капелата Палуци-Албертони в римската църква „Сан Франческо а Рипа“. Това е една от последните творби на Джовани Лоренцо Бернини, създадена през 1674 г. по поръчка на римския кардинал Палуцо Палуци Алтиери дели Албертони, далечен родственик на блажената Людовика Албертони.

## Описание
Статуята изобразява умиращата Людовика Албертони, в състояние на религиозен екстаз. Скулптурата е изпълнена от мрамор в различни цветове: фигурата от бял мрамор, а покривалото от червен с бели жилки.
Скулптурата е вариация на друга известна творба на Бернини – „Екстазът на света Тереза“.